# Liste der Anime-Titel (1998–1999)
Dies ist eine chronologisch sortierte Liste der Anime-Titel von 1998 bis 1999.

## 1998
| Name                                                              | Alternative Namen                                                                                    | Veröffentlichungsjahr | Studio(s)                                                                   |
| ----------------------------------------------------------------- | --- | --------------------- | --------------------------------------------------------------------------- |
| Akihabara Dennō Gumi (26 Folgen)                                  | アキハバラ電脳組, Cyberteam in Akihabara                                                             | 1998 als Fernsehserie | Production Reed                                                             |
| Android Ana Maico 2010 (24 Folgen)                                | アンドロイド・アナ MAICO 2010                                                                        | 1998 als Fernsehserie | Group TAC                                                                   |
| Ano Ko ni 1000% (eine Folge)                                      | あの子に1000%                                                                                        | 1998 als OVA          |                                                                             |
| AWOL (12 Folgen)                                                  | エイウォール                                                                                         | 1998 als Fernsehserie | BeSTACK, d-rights, Studio Deen, Studio Twinkle                              |
| Bannō Bunka Nekomusume (12 Folgen)                                | 万能文化猫娘                                                                                         | 1998 als Fernsehserie | Production Reed, Movic                                                      |
| Bannō Bunka Nekomusume Dash! (12 Folgen)                          | 万能文化猫娘DASH!                                                                                    | 1998 als OVA          | Production Reed, Movic                                                      |
| Basara (13 Folgen)                                                | レジェンド オブ バサラ, Legend of Basara                                                             | 1998 als Fernsehserie | KSS                                                                         |
| Beast Wars II: Chō Seimeitai Transformer (43 Folgen)              | ビーストウォーズⅡ 超生命体トランスフォーマー, Transformers: Beast Wars II                            | 1998 als Fernsehserie | Ashi Production                                                             |
| Beast Wars II: Lion Convoy Kiki Ippatsu (eine Folge)              | ビーストウォーズⅡ ライオンコンボイ、危機一髪!                                                        | 1998 als Special      | Echo Animation Studio, Pak Production, Sonsan Kikaku, Tsubaraya Productions |
| Blue Submarine No.6 (4 Folgen)                                    | バオー来訪者                                                                                         | 1998 als OVA          | Gonzo                                                                       |
| Bomberman B-Daman Bakugaiden (48 Folgen)                          | Bビーダマン爆外伝, Bombāman Bīdaman Bakugaiden                                                       | 1998 als Fernsehserie | Madhouse                                                                    |
| Brain Powerd (26 Folgen)                                          | ブレンパワード                                                                                       | 1998 als Fernsehserie | Gonzo                                                                       |
| Bubblegum Crisis Tokyo 2040 (26 Folgen)                           | バブルガムクライシスTOKYO2040, Bubblegum Crisis 2040                                                 | 1998 als Fernsehserie | AIC                                                                         |
| Card Captor Sakura (70 Folgen)                                    | カードキャプターさくら, Kādo Kyaputā Sakura                                                          | 1998 als Fernsehserie | Madhouse                                                                    |
| Change!! Shin Getter Robo - Sekai Saishū no Hi (13 Folgen)        | 真ゲッターロボ「世界最後の日」, Getter Robo: Armageddon                                              | 1998 als OVA          |                                                                             |
| Chōkidō Densetsu DinaGiga (2 Folgen)                              | 超機動伝説ダイナギガ, Super Mobile Legend Dinagiga                                                   | 1998 als OVA          | Studio Deen                                                                 |
| Chosoku Spinner (22 Folgen)                                       | 超速スピナー, Super Sonic Spinners                                                                   | 1998 als Fernsehserie | Xebec                                                                       |
| Cowboy Bebop (26 Folgen)                                          | カウボーイビバップ                                                                                   | 1998 als Fernsehserie | Sunrise                                                                     |
| Detektiv Conan – Das 14. Ziel                                     | 名探偵コナン 14番目の標的, Meitantei Konan: Jūyon-banme no Tāgetto                                   | 1998 als Film         | TMS Entertainment                                                           |
| Devilman Lady (26 Folgen)                                         | デビルマンレディー, Debiruman Redī, Devil Lady                                                       | 1998 als Fernsehserie | TMS Entertainment, Dynamic Planning                                         |
| Dinozone (5 Folgen)                                               | ダイノゾーン                                                                                         | 1998 als OVA          | Nippon Sunrise                                                              |
| Dokkiri Doctor (26 Folgen)                                        | どっきりドクター, Startling Doctor                                                                   | 1998 als Fernsehserie | Studio Pierrot                                                              |
| Doraemon: Doraemon Comes Back                                     | ドラえもん 帰ってきたドラえもん                                                                      | 1998 als Kurzfilm     | Shin’ei Dōga                                                                |
| Doraemon: Nobita's South Sea Adventure                            | ドラえもん のび太の南海大冒険                                                                        | 1998 als Film         | Shin’ei Dōga                                                                |
| The Doraemons: The Great Operation of Springing Insects           | ザ☆ドラえもんズ ムシムシぴょんぴょん大作戦!                                                          | 1998 als Kurzfilm     | Shin’ei Dōga                                                                |
| Dragon Knight 4-ever (4 Folgen)                                   | ドラゴンナイト4, Dragon Knight 4                                                                     | 1998 als OVA          | Dangun Pictures                                                             |
| Dream Hazard (eine Folge)                                         | ドリームハザード                                                                                     | 1998 als OVA          | J.T.P.P.                                                                    |
| DT Eightron (26 Folgen)                                           | DTエイトロン                                                                                         | 1998 als Fernsehserie | Sunrise                                                                     |
| Eat-Man ’98 (12 Folgen)                                           | イートマン ’98, Ītoman ’98                                                                           | 1998 als Fernsehserie | Studio Deen                                                                 |
| Eigi – Shadow Skill (26 Folgen)                                   | 影技～SHADOW SKILL                                                                                   | 1998 als Fernsehserie | Studio Deen                                                                 |
| Flint Hammerhead (43 Folgen)                                      | 時空探偵ゲンシクン, Jikū Tantei Genshi-kun, Flint, The Time Detective                                | 1998 als Fernsehserie | Group TAC                                                                   |
| Fujimi Nichome Kokyo Gakudan (eine Folge)                         | 富士見二丁目交響楽団                                                                                 | 1998 als OVA          | Brain's Base                                                                |
| Fushigi Mahō Fan Fan Pharmacy (48 Folgen)                         | ふしぎ魔法 ファンファン・ファーマシィー, Mysterious Magic Fan Fan Pharmacy                           | 1998 als Fernsehserie | Toei Animation                                                              |
| Futari Kurashi (36 Folgen)                                        | ふたり暮らし                                                                                         | 1998 als Fernsehserie |                                                                             |
| Gasaraki (25 Folgen)                                              | ガサラキ                                                                                             | 1998 als Fernsehserie | Sunrise                                                                     |
| Gekiganger 3 (eine Folge)                                         | 熱血ロボ ゲキ・ガンガー３, Nadesico OVA                                                              | 1998 als OVA          | Xebec                                                                       |
| Generator Gawl (12 Folgen)                                        | ジェネレイター ガウル                                                                                | 1998 als Fernsehserie | Tatsunoko Production                                                        |
| Geobreeders (3 Folgen)                                            | ジオブリーダーズ                                                                                     | 1998 als OVA          | Chaos Project                                                               |
| Ginga Eiyū Densetsu Gaiden (52 Folgen)                            | 銀河英雄伝説外伝                                                                                     | 1998 als OVA          | K-Factory                                                                   |
| Ginga Hyōryū Vifam 13 (26 Folgen)                                 | 銀河漂流バイファム１３, Galactic Drifter Vifam 13                                                    | 1998 als Fernsehserie | Studio Live                                                                 |
| Ginga Tetsudō 999: Eternal Fantasy                                | 銀河鉄道999 エターナルファンタジー                                                                   | 1998 als Film         | Tōei Animation                                                              |
| Glass no Kamen – Sen no Kamen o Motsu Shōjo (3 Folgen)            | ガラスの仮面～千の仮面を持つ少女～, Glass Mask: The Girl of a Thousand Masks                         | 1998 als OVA          | TMS                                                                         |
| Golgo 13 – Die Bienenkönigin (eine Folge)                         | | 1998 als OVA          |                                                                             |
| Gosenzo San'e (4 Folgen)                                          | 御先祖賛江, Masquerade                                                                               | 1998 als OVA          | AIC, Green Bunny                                                            |
| Grander Musashi RV (39 Folgen)                                    | グランダー武蔵ＲＶ, Musashi the Great RV                                                             | 1998 als Fernsehserie | Nippon Animation                                                            |
| Gundam: Mission to the Rise (eine Folge)                          | ガンダム ミッション・トゥ・ザ・ライズ                                                                | 1998 als Special      | Sunrise                                                                     |
| Hanasaka Tenshi Ten-Ten-kun (43 Folgen)                           | 花さか天使テンテンくん, Flower Angel Ten-Ten                                                         | 1998 als Fernsehserie | Nippon Animation                                                            |
| Haruba-Ke no Sanninme (45 Folgen)                                 | 春庭家の３人目, The Third Child of Haruba Family                                                     | 1998 als Fernsehserie | Toei Animation                                                              |
| Hatsumei Boy Kanipan (52 Folgen)                                  | 発明ＢＯＹカニパン, Inventor Boy Kanipan                                                             | 1998 als Fernsehserie | Studio Comet                                                                |
| Heli-Tako Pu-Chan (42 Folgen)                                     | ヘリタコぷーちゃん                                                                                   | 1998 als Fernsehserie | Toei Animation                                                              |
| Himitsu no Akko-chan (44 Folgen)                                  | ひみつのアッコちゃん                                                                                 | 1998 als Fernsehserie | Tōei Animation                                                              |
| Hōkago Renai Club: Koi no Étude (2 Folgen)                        | 放課後恋愛クラブ ～恋のエチュード～, Afterschool Romance Club                                        | 1998 als OVA          | Pink Pineapple                                                              |
| Hunter × Hunter (eine Folge)                                      | | 1998 als Special      | Pierrot                                                                     |
| Ijigen no Sekai El Hazard (13 Folgen)                             | 異次元の世界エルハザード, Ijigen no Sekai Eru Hazādo                                                 | 1998 als Fernsehserie | AIC                                                                         |
| Initial D (26 Folgen)                                             | 頭文字D                                                                                              | 1998 als Fernsehserie | Studio Comet, Studio Gallop                                                 |
| Jigoku Sensei Nūbē (3 Folgen)                                     | 地獄先生ぬ〜べ〜                                                                                     | 1998 als OVA          | Tōei Animation                                                              |
| Kare Kano (26 Folgen)                                             | カレカノ, 彼氏彼女の事情, Kareshi Kanojo no Jijō, Seine und ihre Probleme                            | 1998 als Fernsehserie | Gainax, J.C.Staff                                                           |
| Kidō Senkan Nadeshiko – The Prince of Darkness                    | 機動戦艦ナデシコ -The prince of darkness-, Nadesico: Prince of Darkness                              | 1998 als Film         | Xebec, Production I.G                                                       |
| Kite (2 Folgen)                                                   | A KITE, Kite – Ein gefährliches Mädchen                                                              | 1998 als OVA          | Arms                                                                        |
| Legend of Basara (13 Folgen)                                      | Basara                                                                                               | 1998 als Fernsehserie | KSS                                                                         |
| Lost Universe (26 Folgen)                                         | ロスト・ユニバース                                                                                   | 1998 als Fernsehserie | E.G. Films                                                                  |
| Mahō no Stage Fancy Lala (26 Folgen)                              | 魔法のステージ・ファンシーララ, Fancy Lala                                                           | 1998 als Fernsehserie | Pierrot                                                                     |
| Mahō no Stage Fancy Lala (26 Folgen)                              | 魔法のステージファンシーララ, Fancy Lala                                                             | 1998 als Fernsehserie | Studio Pierrot                                                              |
| Mezzo Forte (2 Folgen)                                            | メゾフォルテ                                                                                         | 1998 als OVA          | Arms                                                                        |
| Midnight Panther (2 Folgen)                                       | ミッドナイトパンサー                                                                                 | 1998 als OVA          | Green Bunny                                                                 |
| Mini-Göttinnen (48 Folgen)                                        | ああっ女神さまっ小っちゃいって事は便利だねっ, Aa! Megami-Sama: Chitchai tte Koto wa Benri da ne      | 1998 als Fernsehserie | Oriental Light and Magic                                                    |
| Mobile Suit Gundam: The 08th MS Team Miller's Report              | 機動戦士ガンダム 第08MS小隊 ミラーズ・リポート, Kidō Senshi Gandamu The 08th MS Team Miller's Report | 1998 als Film         | Sunrise                                                                     |
| Momoiro Sisters (24 Folgen)                                       | ももいろシスターズ                                                                                   | 1998 als Fernsehserie | Studio Deen                                                                 |
| Neo Ranga (48 Folgen)                                             | 南海奇皇ネオランガ                                                                                   | 1998 als Fernsehserie | Studio Pierrot                                                              |
| Nightwalker (12 Folgen)                                           | Night Walker – 真夜中の探偵-, Nightwalker: The Midnight Detective                                    | 1998 als Fernsehserie | AIC                                                                         |
| Ninja Resurrection (2 Folgen)                                     | 魔界転生, Makai Tensho                                                                               | 1998 als OVA          | Phoenix Entertainment                                                       |
| One Piece: Taose! Kaizoku Ganzak (eine Folge)                     | ONE PIECE 倒せ!海賊ギャンザック, One Piece: Taose! Kaizoku Gyanzakku                                 | 1998 als OVA          | Production I.G                                                              |
| Pianist (2 Folgen)                                                | ピアニスト                                                                                           | 1998 als OVA          | J.T.P.P.                                                                    |
| Queen Emeraldas (4 Folgen)                                        | クィーン・エメラルダス                                                                               | 1998 als OVA          | Oriental Light and Magic                                                    |
| Record of Lodoss War: Chronicles of the Heroic Knight (27 Folgen) | ロードス島戦記 英雄騎士伝, Rōdosu to Senki: Eiyū Kishiden                                            | 1998 als Fernsehserie | AIC                                                                         |
| Saber Marionette J to X (26 Folgen)                               | セイバーマリオネット J to X                                                                          | 1998 als Fernsehserie | Hal Film Maker                                                              |
| Schule der Perversionen (2 Folgen)                                | 学園ソドム, Gakuen Sodom, Professor Pain                                                             | 1998 als OVA          | Green Bunny                                                                 |
| Seihō Bukyō Outlaw Star (26 Folgen)                               | 星方武侠アウトロースター, Outlaw Star                                                                | 1998 als Fernsehserie | Xebec, Sunrise                                                              |
| Serial Experiments Lain (13 Folgen)                               | | 1998 als Fernsehserie | Triangle Staff                                                              |
| Sexy Commando Gaiden Sugoi yo!! Masaru-san (48 Folgen)            | セクシーコマンドー外伝 すごいよ!!マサルさん                                                          | 1998 als Fernsehserie | Madhouse                                                                    |
| Shadow Skill - Eigi (26 Folgen)                                   | 影技 SHADOW SKILL,                                                                                   | 1998 als Fernsehserie | Studio Deen                                                                 |
| Shao, die Mondfee (22 Folgen)                                     | まもって守護月天!, Mamotte Shugogetten!                                                              | 1998 als Fernsehserie | Tōei Animation                                                              |
| Silent Möbius (26 Folgen)                                         | | 1998 als Fernsehserie | Radix                                                                       |
| Slayers Excellent (3 Folgen)                                      | スレイヤーズ えくせれんと                                                                            | 1998 als OVA          | J.C.Staff                                                                   |
| Slayers Gorgeous                                                  | スレイヤーズ ごうじゃす                                                                              | 1998 als Film         | J.C.Staff                                                                   |
| Sorcerous Stabber Orphen (24 Folgen)                              | 魔術士オーフェン                                                                                     | 1998 als Fernsehserie | J.C.Staff                                                                   |
| Soreike! Anpanman (24 Folgen)                                     | アンパンマン                                                                                         | 1998 als Fernsehserie | Nippon Television Network                                                   |
| Spriggan                                                          | スプリガン                                                                                           | 1998 als Film         | Studio 4°C                                                                  |
| Tekken – Die Eiserne Faust                                        | 鉄拳, Tekken                                                                                         | 1998 als Film         | Nakamura Production                                                         |
| Trigun (26 Folgen)                                                | トライガン                                                                                           | 1998 als Fernsehserie | Madhouse                                                                    |
| Weiß Kreuz (25 Folgen)                                            | ヴァイスクロイツ                                                                                     | 1998 als Fernsehserie | Magic Bus                                                                   |
| Yokohama Kaidashi Kikō (2 Folgen)                                 | ヨコハマ買い出し紀行                                                                                 | 1998 als OVA          | Ajia-dō                                                                     |
| Yōkoso Lodoss-tō e!                                               | ようこそロードス島へ!, Yōkoso Rōdosu-tō e!                                                           | 1998 als Kurzfilm     |                                                                             |
| Yu-Gi-Oh! (27 Folgen)                                             | 遊☆戯☆王, Yū-Gi-Ō                                                                                    | 1998 als Fernsehserie | Tōei Animation                                                              |
| Yume de Aetara (3 Folgen)                                         | 夢で逢えたら, If I See You in my Dreams                                                              | 1998 als OVA          | J.C.Staff                                                                   |
| Yume de Aetara (16 Folgen)                                        | 夢で逢えたら, If I See You in my Dreams                                                              | 1998 als Fernsehserie | J.C.Staff                                                                   |

## 1999
| Name                                                                       | Alternative Namen                                                                                      | Veröffentlichungsjahr | Studio(s)                                          |
| -------------------------------------------------------------------------- | --- | --------------------- | -------------------------------------------------- |
| ∀ Gundam (50 Folgen)                                                       | ∀ガンダム, Turn A Gundam                                                                               | 1999 als Fernsehserie | Sunrise                                            |
| A.D. Police (12 Folgen)                                                    | A.D.POLICE                                                                                             | 1999 als Fernsehserie | AIC                                                |
| Aesop World (26 Folgen)                                                    | イソップ・ワールド, Esoppu Wārudo                                                                      | 1999 als Fernsehserie | Sunrise                                            |
| Akihabara Dennō Gumi: 2011-nen no Natsuyasumi                              | アキハバラ電脳組 2011年の夏休み                                                                        | 1999 als Film         | Tōei Animation                                     |
| Alexander Senki (13 Folgen)                                                | アレクサンダー戦記                                                                                     | 1999 als Fernsehserie | Madhouse                                           |
| A.LI.CE                                                                    | | 1999 als Film         | GAGA Communications                                |
| Aoyama Gōshō Tanpen-shū (3 Folgen)                                         | 青山剛昌短編集                                                                                         | 1999 als OVA          | Tokyo Movie                                        |
| Arc the Lad (26 Folgen)                                                    | アークザラッド                                                                                         | 1999 als Fernsehserie | Office AO, Production I.G, Shaft, Studio Mu, Xebec |
| Bakkyū Renpatsu!! Super B-Daman (18 Folgen)                                | 爆球連発!!スーパービーダマン, Bakkyū Renpatsu!! Sūpā Bīdaman                                           | 1999 als Fernsehserie | Xebec                                              |
| Betterman (26 Folgen)                                                      | ベターマン                                                                                             | 1999 als Fernsehserie | Japan Victor Company, Sunrise                      |
| Bikkuriman 2000 (68 Folgen)                                                | ビックリマン2000                                                                                       | 1999 als Fernsehserie | Nippon Animation, Studio Comet                     |
| Blue Gender (26 Folgen)                                                    | ブルージェンダー, Burū Jendā                                                                           | 1999 als Fernsehserie | AIC                                                |
| Bomberman B-Daman Bakugaiden Victory (50 Folgen)                           | Bビーダマン爆外伝V, Bombāman Bīdaman Bakugaiden Bikutorī                                               | 1999 als Fernsehserie | Madhouse                                           |
| Bondage House (eine Folge)                                                 | ディテクティブ file.1 禁断の愛, Detective File.1: Kindan no Ai                                         | 1999 als OVA          | Green Bunny                                        |
| Breakage (eine Folge)                                                      | ブレイクエイジ                                                                                         | 1999 als OVA          |                                                    |
| BuBu ChaCha (26 Folgen)                                                    | ぶぶチャチャ                                                                                           | 1999 als Fernsehserie | Studio Daume, Japan Digital Entertainment          |
| Cain – Die Macht der Liebe (4 Folgen)                                      | めい・king, MeiKing                                                                                    | 1999 als OVA          | FAI, Phoenix Entertainment                         |
| Cardcaptor Sakura – Die Reise nach Hongkong                                | 劇場版 カードキャプターさくら, Cardcaptors: The Movie                                                  | 1999 als Film         | Madhouse                                           |
| Chiisana Kyojin Microman (52 Folgen)                                       | 小さな巨人ミクロマン, The Small Giant, Microman                                                        | 1999 als Fernsehserie | Studio Pierrot                                     |
| Chiisana Kyojin Microman: Daigekisen! Microman VS Saikyō Senshi Gorgon     | 小さな巨人 ミクロマン 大激戦！ミクロマンVS最強戦士ゴルゴン                                             | 1999 als Film         | Studio Pierrot                                     |
| Chikyū Bōei Kigyō Dai-Guard (26 Folgen)                                    | 地球防衛企業ダイ・ガード, Earth Defence Enterprise - Dai Guard                                         | 1999 als Fernsehserie |                                                    |
| Chō Seimeitai Transformer: Beast Wars Neo (35 Folgen)                      | 超生命体トランスフォーマー ビーストウォーズ・ネオ, Transformers: Beast Wars Neo                        | 1999 als Fernsehserie | Ashi Production                                    |
| Chōshin Hime Dangaizer 3 (4 Folgen)                                        | 超神姫ダンガイザー３, Dangaizer 3                                                                      | 1999 als OVA          | Chaos Project                                      |
| City Hunter: Kinkyū Namachūkei!? Kyōakuhan Saeba Ryō no Saigo (eine Folge) | シティーハンター 緊急生中継!? 凶悪犯冴羽獠の最期, City Hunter: Death of the Vicious Criminal Ryo Saeba | 1999 als Special      | Sunrise                                            |
| Clover (eine Folge)                                                        | | 1999 als Special      | Madhouse                                           |
| Colorful (16 Folgen)                                                       | カラフル                                                                                               | 1999 als OVA          | Triangle Staff                                     |
| Corrector Yui (52 Folgen)                                                  | コレクターユイ                                                                                         | 1999 als Fernsehserie | Nippon Animation                                   |
| Cybersix (13 Folgen)                                                       | サイバーシックス                                                                                       | 1999 als Fernsehserie | Tokyo Movie Shinsha                                |
| Cyborg Kuro-chan (66 Folgen)                                               | サイボーグクロちゃん                                                                                   | 1999 als Fernsehserie | studio bogey                                       |
| D4 Princess (24 Folgen)                                                    | D4プリンセス, D4 Purinsesu                                                                             | 1999 als Fernsehserie | Daume                                              |
| Detektiv Conan – Der Magier des letzten Jahrhunderts                       | 名探偵コナン 世紀末の魔術師, Meitantei Konan: Seikimatsu no Majutsushi                                 | 1999 als Film         | TMS Entertainment                                  |
| Di Gi Charat (16 Folgen)                                                   | デ・ジ･キャラット                                                                                      | 1999 als Fernsehserie | Madhouse                                           |
| Digimon (54 Folgen)                                                        | デジモンアドベンチャー, Digimon Adventure, Digimon: Digital Monsters                                   | 1999 als Fernsehserie | Tōei Animation                                     |
| Digimon Adventure                                                          | デジモンアドベンチャー                                                                                 | 1999 als Film         | Tōei Animation                                     |
| Doctor Slump: Arale no Bikkuri Bān                                         | ドクタースランプ アラレのびっくりバーン, Dokutā Surampu Arare-chan: Arare no Bikkuri Bān               | 1999 als Film         | Tōei Animation, Bird Studio                        |
| Dōkyūsei 2 Special: Sotsugyōsei (3 Folgen)                                 | 同級生2卒業生, Classmates 2 Special: Graduation                                                        | 1999 als OVA          | Pink Pineapple                                     |
| Doraemon: Nobita Gets Lost in Space                                        | ドラえもん のび太の宇宙漂流記                                                                          | 1999 als Film         | Shin’ei Dōga                                       |
| Doraemon: Nobita no Kekkon Zenya                                           | ドラえもん のび太の結婚前夜, Doraemon: Nobita's the Night Before a Wedding                             | 1999 als Kurzfilm     | Shin’ei Dōga                                       |
| The Doraemons: Strange, Sweets, Strange?                                   | ザ☆ドラえもんズ おかしなお菓子なオカシナナ?                                                            | 1999 als Kurzfilm     | Shin’ei Dōga                                       |
| DoReMi (201 Folgen)                                                        | おジャ魔女どれみ, Ojamajo Doremi                                                                       | 1999 als Fernsehserie | Tōei Animation                                     |
| Dottinisuru?                                                               | どっちにする?, Your Choice!                                                                            | 1999 als Kurzfilm     |                                                    |
| Dual! Parallel Lun Lun Monogatari (13 Folgen)                              | デュアル! ぱられルンルン物語, Dual! Parallel Trouble Adventure                                         | 1999 als Fernsehserie | AIC, Shaft                                         |
| Dual! Parallel Lunlun Monogatari Special (eine Folge)                      | デュアル！ぱられルンルン物語, Dual! Parallel Trouble Adventures Special                                | 1999 als Special      | AIC                                                |
| Excel Saga (26 Folgen)                                                     | へっぽこ実験アニメーション エクセル・サーガ, Weird Anime Excel Saga                                    | 1999 als Fernsehserie | J.C.Staff                                          |
| Gakkō ga Kowai! Inuki Kanako Zekkyō Collection (eine Folge)                | 学校がこわい！犬木加奈子絶叫コレクション, My Dread is School!                                          | 1999 als OVA          | Toei Animation                                     |
| Das Geheimnis der Steinplatten (5 Folgen)                                  | ワーズ･ワース, Wāzu Wāsu, Words Worth                                                                  | 1999 als OVA          | Green Bunny                                        |
| Gokudo-kun Manyuki (26 Folgen)                                             | 極道くん漫遊記, Gokudo                                                                                 | 1999 als Fernsehserie | Trans Arts Co.                                     |
| Gravitation (2 Folgen)                                                     | グラビテーション                                                                                       | 1999 als OVA          | Plum                                               |
| Great Teacher Onizuka (43 Folgen)                                          | グレート・ティーチャー・オニヅカ, GTO                                                                  | 1999 als Fernsehserie | Studio Pierrot                                     |
| Gregory Horror Show (25 Folgen)                                            | | 1999 als Fernsehserie | Milky Cartoon                                      |
| Gundress                                                                   | ガンドレス                                                                                             | 1999 als Film         |                                                    |
| Guru Guru Town Hanamaru-kun (3 Folgen)                                     | ぐるぐるタウン はなまるくん                                                                            | 1999 als Fernsehserie | Pierrot                                            |
| Happy Birthday - Inochi Kagayaku Toki                                      | ハッピーバースデー 命かがやく瞬間, Re-Birthday                                                         | 1999 als Film         | Magic Bus                                          |
| Harlock Saga – Der Ring des Nibelungen – Das Rheingold (6 Folgen)          | HARLOCK SAGA ニーベルングの指環, Harlock Saga: Nīberungu no Yubiwa                                     | 1999 als OVA          | Bandai Visual                                      |
| High School Aurabuster (3 Folgen)                                          | ハイスクール・オーラバスター                                                                           | 1999 als OVA          | OLM                                                |
| Hi-iro no Koku (5 Folgen)                                                  | 緋色の刻, Secret of a Housewife                                                                        | 1999 als OVA          | Five Ways                                          |
| Himalaya no Hikari no Ōkoku (eine Folge)                                   | ヒマラヤの光の王国, The Himalayan Kingdom of Light                                                     | 1999 als OVA          | Toei Animation                                     |
| Himiko-Den (12 Folgen)                                                     | 火魅子伝, Legend of Himiko                                                                             | 1999 als Fernsehserie | Group TAC                                          |
| Hunter × Hunter (62 Folgen)                                                | HUNTER×HUNTER                                                                                          | 1999 als Fernsehserie | Nippon Animation                                   |
| Iketeru Futari (16 Folgen)                                                 | イケてる２人                                                                                           | 1999 als Fernsehserie | J.C.Staff                                          |
| Initial D: Second Stage (13 Folgen)                                        | 頭文字D Second Stage                                                                                   | 1999 als Fernsehserie | Pastel                                             |
| Injū Nerawareta Hanayome (2 Folgen)                                        | 淫獣ねらわれた花嫁                                                                                     | 1999 als OVA          | Pink Pineapple                                     |
| Jeanne, die Kamikaze-Diebin (43 Folgen)                                    | 神風怪盗ジャンヌ, Kamikaze Kaitō Jeanne                                                                | 1999 als Fernsehserie | Tōei Animation                                     |
| Jin-Roh                                                                    | 人狼, Jin Rō                                                                                           | 1999 als Film         | Production I.G, AIC, J.C.Staff, Studio Deen        |
| Jūbei-chan – Lovely Gantai no Himitsu (13 Folgen)                          | 十兵衛ちゃん -ラブリー眼帯の秘密-, Jūbei-chan – Raburī Gantai no Himitsu                               | 1999 als Fernsehserie | Madhouse                                           |
| Kakyūsei (14 Folgen)                                                       | 下級生                                                                                                 | 1999 als Fernsehserie | Pink Pineapple                                     |
| Kochira Katsushika-ku Kameari-kōen Mae Hashutsujo – The Movie              | こちら葛飾区亀有公園前派出所 -The Movie-                                                               | 1999 als Film         | Gallop                                             |
| Kōtetsu Tenshi Kurumi (24 Folgen)                                          | 鋼鉄天使くるみ, Steel Angel Kurumi                                                                     | 1999 als Fernsehserie | Oriental Light and Magic                           |
| Mahō Tsukai tai! (13 Folgen)                                               | 魔法使いTai!, Magic User's Club                                                                        | 1999 als Fernsehserie | Triangle Staff, Madhouse                           |
| Masō Kishin Cybuster (26 Folgen)                                           | 魔装機神サイバスター, Cybuster                                                                         | 1999 als Fernsehserie | Production Reed                                    |
| Meine Nachbarn die Yamadas                                                 | ホーホケキョとなりの山田くん, Hōhokekyo Tonari no Yamada-kun                                           | 1999 als Film         | Studio Ghibli                                      |
| Monster Rancher (73 Folgen)                                                | モンスターファーム, Monster Farm                                                                       | 1999 als Fernsehserie | TMS Entertainment                                  |
| Mugen no Ryvius (26 Folgen)                                                | 無限のリヴァイアス                                                                                     | 1999 als Fernsehserie | Sunrise                                            |
| Nanako Katai Shinsho (6 Folgen)                                            | 菜々子解体診書, Amazing Nurse Nanako                                                                   | 1999 als OVA          | Radix                                              |
| Now and Then, Here and There (13 Folgen)                                   | 今、そこにいる僕, Ima, Soko ni iru Boku                                                                | 1999 als Fernsehserie | AIC                                                |
| One Piece (? Folgen)                                                       | ONE PIECE                                                                                              | 1999 als Fernsehserie | Tōei Animation                                     |
| Oruchuban Ebichu (24 Folgen)                                               | おるちゅばんエビちゅ                                                                                   | 1999 als Fernsehserie | Group TAC                                          |
| Petshop of Horrors (4 Folgen)                                              | ペットショップ オブ ホラーズ, Pet Shop of Horrors                                                      | 1999 als Fernsehserie | Madhouse                                           |
| Power Stone (26 Folgen)                                                    | パワーストーン, Pawā Sutōn                                                                             | 1999 als Fernsehserie | Studio Pierrot                                     |
| Rurōni Kenshin – Meiji Kenkaku Romantan – Tsuioku-hen (4 Folgen)           | るろうに剣心 -明治剣客浪漫譚- 追憶編                                                                   | 1999 als OVA          | Studio Deen                                        |
| Saiyuki (2 Folgen)                                                         | 幻想魔伝 最遊記, Gensōmaden Saiyūki                                                                    | 1999 als OVA          | Tokyo Kids                                         |
| Sakura Taisen: Gōka Kenran (6 Folgen)                                      | サクラ大戦 轟華絢爛, Sakura Wars 2                                                                     | 1999 als OVA          | Radix                                              |
| Seihō Tenshi Angel Links (13 Folgen)                                       | 星方天使エンジェルリンクス, Angel Links                                                                | 1999 als Fernsehserie | Sunrise                                            |
| Seikai no Monshō (13 Folgen)                                               | 星界の紋章, Crest of the Stars                                                                         | 1999 als Fernsehserie | Sunrise                                            |
| Seraphim Call (12 Folgen)                                                  | セラフィムコール                                                                                       | 1999 als Fernsehserie | Sunrise                                            |
| Shin Hakkenden (26 Folgen)                                                 | 神八剣伝                                                                                               | 1999 als Fernsehserie | Public & Basic                                     |
| Shishunki Bishōjo Gattai Robo Z-MIND (6 Folgen)                            | 思春期美少女合体ロボ ジーマイン, Z-MIND                                                                | 1999 als OVA          | Sunrise                                            |
| Shōjo Kakumei Utena: Adolescence Mokushiroku                               | 少女革命ウテナ アドゥレセンス黙示録, Revolutionary Girl Utena: The Adolescence of Utena                | 1999 als Film         | J.C.Staff                                          |
| Sorcerer on the Rocks (2 Folgen)                                           | シーバス1-2-3                                                                                          | 1999 als OVA          | Daume                                              |
| Sorcerous Stabber Orphen: Revenge (23 Folgen)                              | 魔術士オーフェン Revenge                                                                               | 1999 als Fernsehserie | J.C.Staff                                          |
| Soul Hunter – Im Auftrag der Unsterblichen (26 Folgen)                     | 仙界伝 封神演義, Senkaiden Hōshin Engi                                                                 | 1999 als Fernsehserie | Studio Deen                                        |
| Street Fighter ZERO                                                        | ストリートファイターZERO, Street Fighter Alpha                                                         | 1999 als Film         | Group TAC                                          |
| Taiho Shichau zo Special (21 Folgen)                                       | 逮捕しちゃうぞ Special                                                                                 | 1999 als Special      | Studio Deen                                        |
| Taiho Shichau zo: The Movie                                                | 逮捕しちゃうぞthe MOVIE                                                                                | 1999 als Film         | Studio Deen                                        |
| Tenchi Muyō! in Love 2: Harukanaru Omoi                                    | 天地無用! in LOVE2 遙かなる想い                                                                        | 1999 als Film         | AIC                                                |
| ToHeart (13 Folgen)                                                        | トゥハート                                                                                             | 1999 als Fernsehserie | Oriental Light and Magic                           |
| Tōkyō Jusshōden (6 Folgen)                                                 | 倒凶十将伝                                                                                             | 1999 als OVA          | Zexcs                                              |
| Trouble Chocolate (20 Folgen)                                              | トラブルチョコレート                                                                                   | 1999 als Fernsehserie | AIC                                                |
| Um die Welt mit Barbapapa (50 Folgen)                                      | バーバパパ世界をまわる, Barbapapa Sekai o Mawaru                                                       | 1999 als Fernsehserie | Studio Pierrot                                     |
| Yu-Gi-Oh!                                                                  | 遊☆戯☆王, Yū-Gi-Ō                                                                                      | 1999 als Film         | Tōei Animation                                     |